# Henry Pelham, III conte di Chichester
Henry Thomas Pelham, III conte di Chichester (Londra, 25 agosto 1804 – Lewes, 15 marzo 1886), è stato un nobile e ufficiale inglese.

## Biografia
Era il primogenito di Thomas Pelham, II conte di Chichester, e di sua moglie, lady Mary Osborne, figlia di Francis Osborne, V duca di Leeds. Studiò alla Westminster School e al Trinity College di Cambridge.

## Carriera militare
Intraprese la carriera militare con il grado di cornetta del 6º reggimento dei dragoni, il 24 giugno 1824, e, nello stesso anno, fu trasferito nella Royal Horse Guards.
Successe al padre nella contea nel 1826. Divenne vice tenente del Sussex il 5 aprile 1827, ed è stato promosso a tenente il 28 aprile, e raggiunse il grado di capitano il 3 aprile 1828. Fu promosso a maggiore nel 1841 e si ritirò dall'esercito nel 1844.
È stato Lord luogotenente del Sussex (1860-1886).

## Matrimonio
Sposò, il 18 agosto 1828 a Londra, Lady Mary Brudenell (4 luglio 1806-22 maggio 1867), figlia di Robert Brudenell, VI conte di Cardigan. Ebbero sette figli:
- Lady Harriet Mary Pelham (1829-4 settembre 1905), sposò John Bligh, VI conte di Darnley, ebbero otto figli;
- Lady Susan Emma Pelham (1831-1875), sposò Abel Smith, ebbero tre figli;
- Lady Isabella Charlotte Pelham (1836-11 dicembre 1916), sposò Samuel Whitbread, ebbero quattro figli;
- Walter Pelham, IV conte di Chichester (1838-1902);
- Francis Pelham, V conte di Chichester (1844-1905);
- Lord Thomas Henry William Pelham (21 dicembre 1847-23 dicembre 1916), sposò Louisa Bruce, ebbero tre figli;
- Lord Arthur Lowther Pelham (28 dicembre 1850-12 febbraio 1929), sposò Evelyn Cust, non ebbero figli.

## Morte
Morì il 15 marzo 1886, all'età di 81 anni, nella sua residenza a Stanmer Park, Lewes.